# Pleopeltis astrolepis
Pleopeltis astrolepis är en stensöteväxtart som först beskrevs av Frederik Michael Liebmann, och fick sitt nu gällande namn av Eugène Pierre Nicolas Fournier. Pleopeltis astrolepis ingår i släktet Pleopeltis och familjen Polypodiaceae. Inga underarter finns listade.